# Antipodactinidae
Antipodactinidae is een familie uit de orde van de zeeanemonen (Actiniaria).

## Geslacht
- Antipodactis Rodríguez, López-González & Daly, 2009